# Joan Cambon
Joan Cambon (également actif sous le nom jn) est un compositeur, producteur et créateur sonore français né en 1975. Il développe des musiques à partir de sonorités organiques et acoustiques, modifiées par des outils électroniques.

## Biographie
Auteur de trois albums en solo, Joan Cambon est aussi le cofondateur du projet Arca avec Sylvain Chauveau (cinq albums à ce jour, sur les labels DSA, Ici, d'ailleurs…, Novel Sounds).
Il a réalisé une cinquantaine de créations pour la danse et le théâtre (composition musicale, mise en espace sonore, conception de dispositifs et instruments), avec des artistes comme Aurélien Bory, Kaori Ito, Pierre Rigal, Galin Stoev, Emmanuel Daumas, Mélissa Zehner, Laëtitia Guédon, Laurent Pelly, Julien Gosselin, Jean Bellorini et des structures telles que le Ballet de l'Opéra national de Paris, le Ballet national du Chili, la Comédie Française, la Philharmonie de Paris, le Teatro Biondo di Palermo, le Festival d'Avignon, le théâtre de la Ville de Paris, le Théâtre Vidy-Lausanne, le théâtre de la Cité TNT, l'Opéra du Capitole (Toulouse).
Il a aussi réalisé des installations sonores, des ciné-concerts pour la cinémathèque de Toulouse (seul ou avec Jean-François Zygel ) et composé des musiques pour des films et séries.

## Discographie solo
- 2010 : Sans objet[3]
- 2013 : Reshaping the Seasons for Kaori's Body[4],[5]
- 2014 : Azimut[6],[7]

## Discographie Arca
- 2001 : Cinématique[8]
- 2003 : Angles[9]
- 2007 : On ne distinguait plus les têtes[10]
- 2011 : By[11]
- 2018 : Forces[12]

## Principales créations pour le théâtre, la danse, l'opéra
- 2003 : Erection de Pierre Rigal et Aurélien Bory[13],[14]
- 2006 : Arrêts de jeu  de Pierre Rigal et Aurélien Bory[15]
- 2008 : Le Menteur de Carlo Goldoni, mise en scène de Laurent Pelly[16]
- 2009 : Sans objet d'Aurélien Bory[17],[18]
- 2009 : Monsieur le 6 du marquis de Sade, mise en scène d'Agathe Mélinand
- 2010 : Micro de Pierre Rigal, Festival d'Avignon[19],[20]
- 2011 : Sinbad le marin, mise en scène d'Agathe Mélinand et Laurent Pelly[21]
- 2011 : Short Stories de Tennessee Williams et Agathe Mélinand
- 2012 : Paroles gelées d'après François Rabelais, mise en scène de Jean Bellorini[22]
- 2012 : Plexus  d'Aurélien Bory[23],[24]
- 2013 : Mangeront-ils ? de Victor Hugo, mise en scène de Laurent Pelly
- 2013 : Erik Satie – Mémoires d’un amnésique, mise en scène d'Agathe Mélinand
- 2013 : Azimut d'Aurélien Bory[25],[26]
- 2013 : La Bonne Âme du Se-Tchouan de Bertolt Brecht, mise en scène de Jean Bellorini
- 2014 : Le Songe d'une nuit d'été de William Shakespeare, mise en scène de Laurent Pelly[27]
- 2014 : Asobi de Kaori Ito
- 2015 : Salut de Pierre Rigal pour le ballet de l’Opéra de Paris[28]
- 2015 : L'Oiseau vert  de Carlo Gozzi, mise en scène de Laurent Pelly[29]
- 2015 : Brouillons 1, 2 et 3 d'Aurélien Bory d’après Georges Perec
- 2015 : Masculin Féminin – variations d'après Jean-Luc Godard, mise en scène de Laurent Pelly
- 2015 : Je danse parce que je me méfie des mots de Kaori Ito[30]
- 2015 : Le Père Stéphanie Chaillou, mise en scène de Julien Gosselin[31]
- 2016 : La Cantatrice chauve d'Eugène Ionesco, mise en scène de Laurent Pelly
- 2016 : Puedo flotar ? de Kaori Ito pour le ballet national du Chili[32]
- 2016 : Espaece d'Aurélien Bory, Festival d’Avignon[33]
- 2017 : Les Habits froids d'Aurélien Bory
- 2017 : Les Oiseaux d'Aristophane, mise en scène de Laurent Pelly
- 2017 : Sur la tête d'après Jacques Prévert, mise en scène de Laurent Pelly
- 2017 : Enfance et adolescence de Jean Santeuil d'après Marcel Proust, mise en scène d'Agathe Mélinand
- 2018 : Robot, l'amour éternel de Kaori Ito[34],[35]
- 2018 : Ash d'Aurélien Bory[36]
- 2018 :  Is It Worth to Save Us ? de Kaori Ito
- 2018 :  Insoutenables Longues Étreintes d'Ivan Vyrypaïev, mise en scène de Galin Stoev[37]
- 2019 : Je me souviens, le ciel est loin, la terre aussi de Mladen Materic et Aurélien Bory[38],[39]
- 2019 : La Double Inconstance de Marivaux, mise en scène de Galin Stoev[40]
- 2020 : Collision de David Coll Povedano et Katell Le Brenn[41]
- 2021 : La Disparition du paysage de Jean-Philippe Toussaint, mise en scène d'Aurélien Bory pour Denis Podalydès aux Bouffes-du-Nord[42]
- 2021 : Le monde à l'envers, de Kaori Ito[43]
- 2021 : IvanOff de Fredrik Brattberg, mise en scène de Galin Stoev[44]
- 2021 : La flûte enchantée de Mozart, mise en scène de Pierre Rigal à l'Opéra du Capitole et à l'Opéra de Rouen[45],[46]
- 2022 : Umwelt de Morgan Cosquer[47]
- 2023 : Oncle Vania d'Anton Tchekhov, mise en scène de Galin Stoev[48],[49]
- 2023 : Des nuits pour voir le jour de David Coll Povedano et Katell Le Brenn
- 2023 : Même si le monde meurt de Laurent Gaudé, mise en scène de Laëtitia Guédon[50]
- 2023 : Invisibili d'Aurélien Bory au Teatro Biondo di Palermo[51]
- 2023 : La nuit se lève de Mélissa Zehner, collectif Les Palpitantes[52],[53]
- 2023 : Cyrano de Bergerac d'Edmond Rostand, mis en scène par Emmanuel Daumas à la Comédie Française[54]
- 2024 : Les aventures de Robin des bois, de Violaine Schwartz et Sabine Zovighian pour la Philharmonie de Paris[55]
- 2024 : Illusions d'Ivan Vyrypaïev, mise en scène de Galin Stoev[56]
- 2025 : Un homme sans titre de Xavier Le Clerc, mise en scène de Jean-Louis Martinelli[57]
- 2025 : Même si ça brûle, performance d'Anne Lefèvre